# Ulrike Herfeld
Ulrike Herfeld (* 28. August 1945 in Berlin; † 2. Januar 2019 ebenda) war eine deutsche Künstlerin.

## Leben
Ulrike Herfeld war die Tochter eines Physikers und einer Redakteurin. 1954 zog sie mit ihren Eltern und ihrer jüngeren Schwester nach Karlsruhe. Als 16-Jährige wurde ihr Talent im Gymnasium erkannt. 1961 stellte sie im Badischen Kunstverein aus. Von 1966 bis 1970 studierte sie an der Staatlichen Akademie der Bildenden Künste Karlsruhe bei Gottfried Meyer, Albrecht von Hancke und Fritz Klemm. Von 1966 bis 1969 studierte sie außerdem Geographie an der Universität Karlsruhe.
1971 zog sie nach Neuenrade ins Sauerland und heiratete. Aus der Ehe stammen drei Kinder. Von 1971 bis 1974 nahm sie eine Lehrtätigkeit am Gymnasium Menden an. Die Geburt ihrer älteren Tochter 1977 inspirierte sie zu einer zentralen Bilderreihe Partus-Geburt. Die intensive und innige Beziehung zu ihren Kindern spielte in späteren Bildzyklen eine Rolle.
1983 lernte Ulrike Herfeld anlässlich einer Taufe Kardinal Joseph Ratzinger kennen. Es entwickelte sich eine Freundschaft, aus der die Malerin über Jahrzehnte Inspiration für religiöse Motive schöpfte. Ebenso blieb sie durch die Freundschaft der Stadt Rom ein Leben lang eng verbunden. Es entstanden Bildreihen mit den Motiven der Vatikanischen Gärten, den römischen Zitronen und der prunkvollen Architektur. Ab 1990 führte sie enge Freundschaften zu den Schriftstellern Reiner Kunze und Karl Krolow.
Kunze hielt das Schaffen und die Kunst der Malerin in mehreren Gedichten fest. Im Jahr 2000 eröffnete Herfeld ein Atelier in Berlin. Im Stadtteil Berlin-Mitte gegenüber der Elisabethkirche entstanden nun Stillleben und Fensterblicke, die immer wieder das Motiv dieser Elisabethkirche aufnehmen. Nach dem Umzug nach Berlin fanden im Jahr 2001, 2002, 2005 und 2009 Ausstellungen auch vorzugsweise in Krankenhäusern wie dem Deutschen Herzzentrum statt. Ulrike Herfeld spendete ihre Bilder auch an karitative Einrichtungen wie Hospize, Grabkapellen und Krankenhäuser.

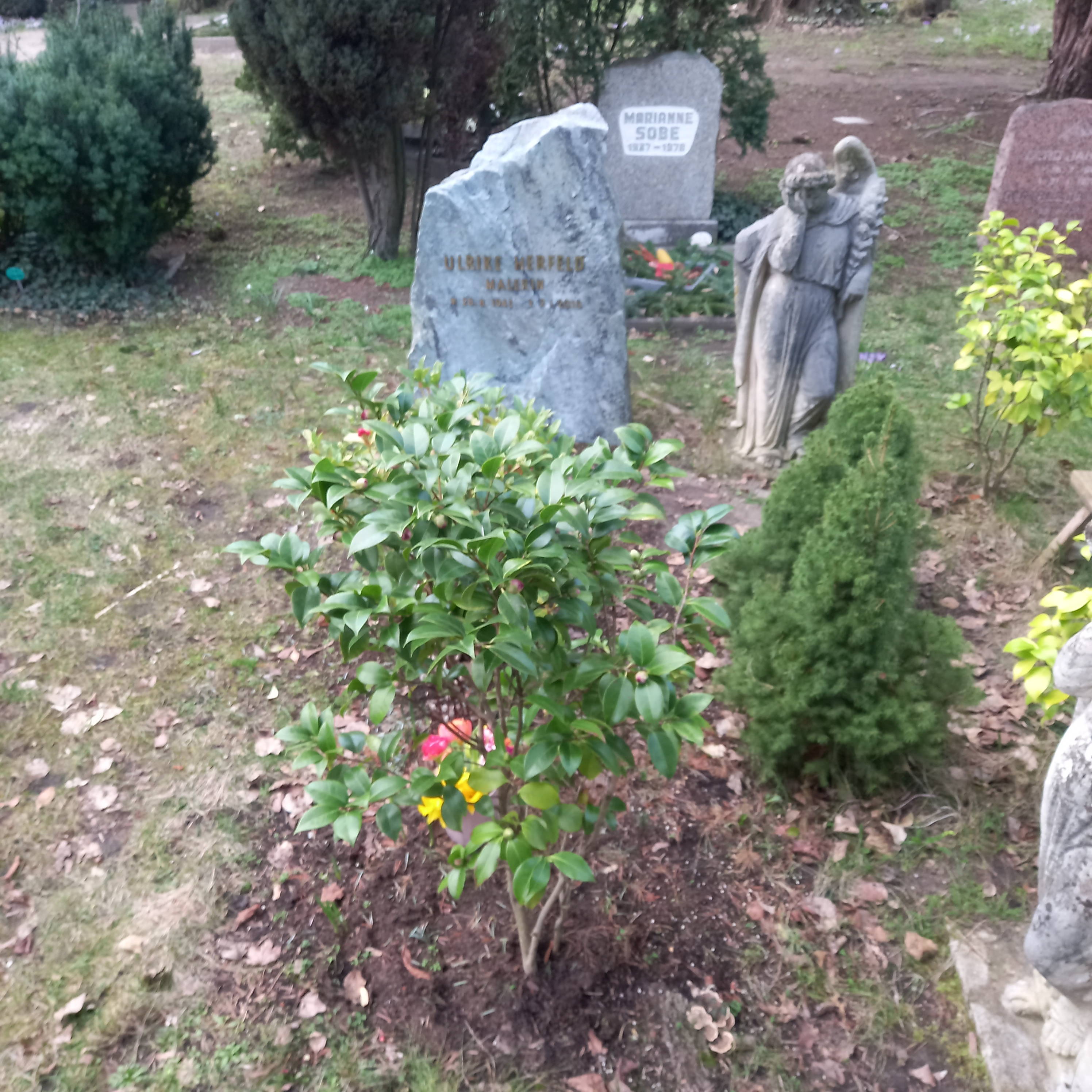
Das Grab von Ulrike Herfeld auf dem Sophienkirchhof II in Berlin

## Werk
Das frühe Werk von Ulrike Herfeld umfasst zu Akademiezeiten 1970/71 (verdünnte Ölfarbe und Bleistift auf Pappe) unter anderem die Themenkreise „Figur im Raum“. In der Serie beschäftigte sie sich mit dem Umraum einer Person allgemein, also auch mit zwischenmenschlichen Beziehungen, mit Isolation, Nähe, Beschränkung. Farblich konzentriert sie sich auf Grau-Rosa Valeurs.
In der Serie Partus-Geburt reflektierte sie ihr Frausein, wie es so offen und direkt in der Kunstgeschichte selten dargestellt wird.
Die Kunsthistorikerin Ulrike Evers hält die Erklärungen der Malerin zu dem Geburtszyklus fest.
„Die Partus-Serie ist eine bildnerische Darstellung des Zusammenwirkens von Arzt/Patient von Mensch zu Mensch, es ist auch ein Schrei des in seiner Existenz bedrohten Wesens nach Hilfe. Der Mensch wird gesucht, der dieses Handausstrecken begreift im wörtlichen Sinn des Wortes. Eine gewisse Seelenlosigkeit der medizinischen Apparaturen wird in der grell strahlenden Lampe symbolisiert. Die ausgestreckten Hände der weiblichen Figur stehen für die Notwendigkeit der totalen Zuwendung des Menschen dem Mitmenschen gegenüber. Die Geburt weist auf Anfang und Ende, auf die menschlichen Grenzen, letztlich auch die des Arztes hin. Die Rosa-Rot Töne haben etwas vom Leiden des Fleisches an sich, auch etwas von der Lust.“
Die 1979 entstandenen Collagen Maltisch (100 × 200 cm, Öl auf Leinwand, Spritztechnik) befassen sich mit der Vergänglichkeit. Wie Ulrike Evers es beschreibt, sind Essbares, Besteck, Zeitungsausrisse, Malmaterialien bewusst nebeneinander gesetzt. Die Gerüche und Fäulnisprozesse sind einkalkuliert als ein Hauch von Vanitas, der Gedanken über die menschliche Existenz in Gang setzen soll.
1985 wurden in der Rosenthal Galerie in Köln auch Collagen ausgestellt, die das Thema Muttersein und Malerei behandeln. Ulrika Evers schreibt dazu: „Besonders aber die Collagen, bei deren Vorarbeiten sie auch ihre Kinder miteinbeziehen kann, agiert sich die Künstlerin aus. Fotos von sich selbst oder von den Kindern sind mit Insignien des täglichen Alltags geschmückt, versilberte Nudelsternchen oder Essensreste; der Trubel eines Kindergeburtstages wird in ein Tortenbild umgesetzt; die Blumensträuße der Kinder werden ebenso wie die Malutensilien festgehalten.“
Bilderserien mit christlicher Thematik entstanden ab 1983. Ulrike Herfeld malte in dieser Phase großformatige Triptychon wie Crucifixus, Pieta und Auferstehung, 1984 und Familienbilder mit Christus wie Er und wir von 1985.
Christus wird im Zentrum des Bildes von der Familie angefasst, angerührt. Er spendet Halt, Trost und Berührung. Der Theologe M. Longard beschrieb das Bild Er und wir: „Wir schauen den Menschen auf der Bühne ihres Lebens zu und entdecken die Angst als ein menschliches Urphänomen.“ Werke mit christlicher Thematik sind u. a. in Sammlungen des em. Papstes Benedikt XVI., Bischof Stehle in Ecuador, Kardinal Lehmann in Mainz sowie in zahlreichen deutschen und internationalen Kapellen und Sakralräumen vertreten. Der Kunstkritiker Dr. Wolfgang Sauré bezeichnete Ulrike Herfeld 1997 als visionäre Wirklichkeitsmalerin.
Im späteren Werk ab 2000 beschäftigte sich Ulrike Herfeld intensiv mit der Sinnlichkeit und der Hoffnung, die für sie von römischen Landschaften und den Vatikanischen Gärten ausgehen.
Zu einer Ausstellung im Deutschen Herzzentrum Berlin 2002 schrieb der Kunsthistoriker Wolfgang Sauré: „Es ist eine Bilderwelt, die sich stark aus persönlichen Bereichen des Autobiographischen und emotional Erlebten herleitet; dann aus einer naturlyrischen Empfindungsweise und einer zärtlichen Zuneigung zur Welt. Ihre Kunst ist eine von einer spontan reagierenden Sensibilität und einem unverkennbaren Lebensschwung geprägte, visionäre Wirklichkeitsmalerei. Typisch für Ulrike Herfeld ist auch die betont angestrebte formale Vereinfachung der Themen bei einer mitunter skizzenhaften Bildanlage. Wie die Fauvisten, stellt sie ihre Empfindungen dar, ihre gefühlshafte Verbundenheit mit dem Seienden. Daher ist das Aktionshafte des Malaktes, die Freude am Umgang mit Licht und Farbe, Pinsel und Leinwand spürbar, wie ein pulsierendes, durchaus sinnlichen Drängen, das sich dem gesamten Bildkörper mitteilt. Ulrike Herfeld bannt das dinghafte Gegenüber in kraftvollen Stillleben und Fensterausblicken auf die Leinwand, frühexpressionistisch im Stil, mit leuchtenden, starken Farben und breiten Umrisslinien.“
Es entstanden Fensterausblicke auf die Bauten großer Architekten wie den barocken Baumeister Bernini in Rom oder Karl Friedrich Schinkels Elisabethkirche aus dem Berliner Atelier.
Die römischen Zitronen, die auf vielen Fensterblicken zu sehen sind, bedeuteten für Ulrike Herfeld die Erinnerung an Augenblicke voller Innigkeit und Poesie, die ihr in den Vatikanischen Gärten zuteilwurden, wie die Künstlerin gegenüber der Kunsthistorikerin Liane Burckhardt anlässlich einer Ausstellung in Berlin 2001 erklärte. Burckhardt sprach in ihrer Rede zur Ausstellung in 2001 von einem gemeinsamen Merkmal der Kunst von Ulrike Herfeld: „Das Wesensmerkmal ihrer Malerei sehe ich in der Verquickung von Poesie und Unmittelbarkeit, im selbstverständlichen Miteinander von Alltäglichem und Transzendentem.“ Das Brandenburger Tor in Öl hing im Büro des ehemaligen Politikers Egon Bahr.

## Ausstellungen

### Einzelausstellungen (Auswahl)
- 1963–1977: Badischer Kunstverein
- 1965–1977: Kunstverein Heidelberg
- 1964: Stadthalle Heidelberg
- 1965: Stadthalle Karlsruhe
- 1966: Galerie Doss, Mannheim
- 1970: Salon Européen peintres Nancy
- 1975: Rathaus Neuenrade
- 1977: Galerie „Die Insel“ Karlsruhe
- 1979: Almelo, Holland
- 1980: Wrexham/ Wales
- 1980: Osthaus Museum Hagen
- 1982: Städtische Galerie Coesfeld
- 1983: Weserburg Bremen
- 1984: Frauenmuseum Bonn
- 1984: Schloss Herdringen
- 1984: Galerie im Körnerpark Berlin
- 1985: Leek Exhibition. England`s Gallery, Leek
- 1985: Rosenthal-Galerie, Köln
- 1986: England´s Gallery Leek
- 1986: Galerie „Die Wand“ Bonn
- 1988: Westfälische Künstler. Dortmund
- 1989: Galerie „Das Fachwerk“, Bad Salzuflen
- 1994: Siemens Verbindungsbüro Bonn
- 1997: Kreismuseum Peine[7]
- 1997: Museum Hemer
- 1998: Kolping Galerie Wiblingwerde
- 2001: Galerie Chausseestraße, Berlin
- 2002: Bergland Klinik Lüdenscheid
- 2002: Deutsches Herzzentrum, Berlin
- 2005: Kommode der Humboldt-Universität zu Berlin
- 2009: Benjamin-Franklin-Krankenhaus
- 2018. Meinerzhagen[8]

## Sammlungen
- Benedictus XVI Papa emeritus Vatikanstadt
- Bischof Stehle, Equador
- Joachim Kardinal Meissner, Köln
- Franz Kardinal Hengsbach, Essen
- Erzbischof Monteiro, LamegoPortugal
- Karl Kardinal Lehmann, Mainz
- Bischof Lettmann, Münster
- Bischof Jansen, Köln
- Bischof Grave, Essen
- Babic, SarajewoIJugoslawien
- Bundespräsident a. D. Richard v. Weizsäcker
- Bundespräsident a. D. Roman Herzog
- Bundespräsident a. D. Johannes Rau
- Städtische Kunstsammlung Karlsruhe
- Sammlung des Regierungspräsidiums Nordbaden
- Graphothek Karlsruhe
- Osthaus Museum Hagen
- Städtische Kunstsammlung Lüdenscheid
- Kunstsammlung Märkischer Kreis